# Rhenium(VII)-fluorid
Rhenium(VII)-fluorid, meist auch Rheniumheptafluorid genannt, ist eine chemische Verbindung der Elemente Rhenium und Fluor und gehört zur Stoffgruppe der Fluoride. Es ist das einzige bekannte thermisch stabile Metall-Heptafluorid.

## Gewinnung und Darstellung
Rhenium(VII)-fluorid wird durch Reaktion aus den Elementen bei 400 °C dargestellt.
{\displaystyle \mathrm {2\ Re+7\ F_{2}\longrightarrow 2\ ReF_{7}} }

## Eigenschaften
Rhenium(VII)-fluorid ist ein bei niedrigen Temperaturen schmelzender gelber Feststoff. Er besitzt eine verzerrte pentagonal-bipyramidale Struktur ähnlich der von Iodheptafluorid. Unterhalb des Phasenübergangs bei 153 K liegt der Kristall in der triklinen Raumgruppe Raumgruppe C1 (Raumgruppen-Nr. 2, Stellung 3) mit den Gitterkonstanten a = 5,5039 Å, b = 8,5026 Å, c = 9,0916 Å, α = 88,512°, β = 93,842° und γ = 89,496° vor. Bei höheren Temperaturen geht der Kristall in eine kubische Struktur mit der Raumgruppe Raumgruppe Im3m (Raumgruppen-Nr. 229) mit einer Gitterkonstante a = 6,2027 Å über.